# Tra Thomas
William "Tra" Thomas III (født 20. november 1974 i Deland, Florida, USA) er en tidligere amerikansk footballspiller, der spillede i NFL. Han kom ind i ligaen tilbage i 1998, og spillede for Philadelphia Eagles og Jacksonville Jaguars.
Thomas var en del af det Philadelphia Eagles-hold, der i 2005 nåede frem til Super Bowl XXXIX, der dog blev tabt til New England Patriots. Tre gange, i 2001, 2002 og 2004 blev han udtaget til Pro Bowl, NFL's All Star-kamp.

## Klubber
- 1998-2008: Philadelphia Eagles
- 2009: Jacksonville Jaguars